# Mukawa, Hokkaidō
Mukawa (むかわ町 Mukawa-chō) là thị trấn thuộc huyện Yūfutsu, phó tỉnh Iburi, Hokkaidō, Nhật Bản. Tính đến ngày 1 tháng 10 năm 2020, dân số ước tính thị trấn là 7.651 người và mật độ dân số là 46 người/km2. Tổng diện tích thị trấn là 166,43 km2.

## Địa lý

### Khí hậu
| Dữ liệu khí hậu của Mukawa, Hokkaidō     | Dữ liệu khí hậu của Mukawa, Hokkaidō | Dữ liệu khí hậu của Mukawa, Hokkaidō | Dữ liệu khí hậu của Mukawa, Hokkaidō | Dữ liệu khí hậu của Mukawa, Hokkaidō | Dữ liệu khí hậu của Mukawa, Hokkaidō | Dữ liệu khí hậu của Mukawa, Hokkaidō | Dữ liệu khí hậu của Mukawa, Hokkaidō | Dữ liệu khí hậu của Mukawa, Hokkaidō | Dữ liệu khí hậu của Mukawa, Hokkaidō | Dữ liệu khí hậu của Mukawa, Hokkaidō | Dữ liệu khí hậu của Mukawa, Hokkaidō | Dữ liệu khí hậu của Mukawa, Hokkaidō | Dữ liệu khí hậu của Mukawa, Hokkaidō |
| Tháng                                    | 1                                    | 2                                    | 3                                    | 4                                    | 5                                    | 6                                    | 7                                    | 8                                    | 9                                    | 10                                   | 11                                   | 12                                   | Năm                                  |
| ---------------------------------------- | ------------------------------------ | ------------------------------------ | ------------------------------------ | ------------------------------------ | ------------------------------------ | ------------------------------------ | ------------------------------------ | ------------------------------------ | ------------------------------------ | ------------------------------------ | ------------------------------------ | ------------------------------------ | ------------------------------------ |
| Cao kỉ lục °C (°F)                       | 9.2 (48.6)                           | 9.2 (48.6)                           | 15.5 (59.9)                          | 22.2 (72.0)                          | 28.1 (82.6)                          | 30.5 (86.9)                          | 32.5 (90.5)                          | 34.8 (94.6)                          | 30.0 (86.0)                          | 24.0 (75.2)                          | 18.2 (64.8)                          | 15.0 (59.0)                          | 34.8 (94.6)                          |
| Trung bình ngày tối đa °C (°F)           | −0.7 (30.7)                          | 0.0 (32.0)                           | 3.9 (39.0)                           | 10.1 (50.2)                          | 15.4 (59.7)                          | 18.8 (65.8)                          | 22.4 (72.3)                          | 24.3 (75.7)                          | 22.0 (71.6)                          | 16.1 (61.0)                          | 8.8 (47.8)                           | 1.9 (35.4)                           | 11.9 (53.4)                          |
| Trung bình ngày °C (°F)                  | −6.0 (21.2)                          | −5.3 (22.5)                          | −0.4 (31.3)                          | 5.1 (41.2)                           | 10.5 (50.9)                          | 14.6 (58.3)                          | 18.7 (65.7)                          | 20.3 (68.5)                          | 16.9 (62.4)                          | 10.3 (50.5)                          | 3.8 (38.8)                           | −3.0 (26.6)                          | 7.1 (44.8)                           |
| Tối thiểu trung bình ngày °C (°F)        | −12.5 (9.5)                          | −12.1 (10.2)                         | −5.5 (22.1)                          | −0.3 (31.5)                          | 5.6 (42.1)                           | 11.0 (51.8)                          | 15.7 (60.3)                          | 16.9 (62.4)                          | 11.7 (53.1)                          | 4.3 (39.7)                           | −1.6 (29.1)                          | −8.7 (16.3)                          | 2.0 (35.7)                           |
| Thấp kỉ lục °C (°F)                      | −26.2 (−15.2)                        | −26.7 (−16.1)                        | −23.9 (−11.0)                        | −11.7 (10.9)                         | −3.4 (25.9)                          | 1.5 (34.7)                           | 7.2 (45.0)                           | 6.4 (43.5)                           | 0.6 (33.1)                           | −5.1 (22.8)                          | −13.2 (8.2)                          | −22.8 (−9.0)                         | −26.7 (−16.1)                        |
| Lượng Giáng thủy trung bình mm (inches)  | 27.8 (1.09)                          | 25.6 (1.01)                          | 41.2 (1.62)                          | 65.7 (2.59)                          | 103.2 (4.06)                         | 86.7 (3.41)                          | 127.5 (5.02)                         | 179.0 (7.05)                         | 141.0 (5.55)                         | 96.3 (3.79)                          | 72.9 (2.87)                          | 44.6 (1.76)                          | 1.018 (40.08)                        |
| Số ngày giáng thủy trung bình (≥ 1.0 mm) | 7.9                                  | 6.9                                  | 8.0                                  | 10.2                                 | 11.3                                 | 9.1                                  | 10.7                                 | 11.2                                 | 10.6                                 | 11.1                                 | 11.1                                 | 8.8                                  | 116.9                                |
| Số giờ nắng trung bình tháng             | 131.3                                | 139.8                                | 176.9                                | 175.7                                | 186.5                                | 148.8                                | 124.2                                | 146.3                                | 163.0                                | 160.8                                | 125.6                                | 121.5                                | 1.800,4                              |
| Nguồn: Cục Khí tượng Nhật Bản            |                                      |                                      |                                      |                                      |                                      |                                      |                                      |                                      |                                      |                                      |                                      |                                      |                                      |